# Kanton Le Châtelet-en-Brie
Der Kanton Le Châtelet-en-Brie war bis 2015 ein französischer Wahlkreis im Arrondissement Melun, im Département Seine-et-Marne und in der Region Île-de-France; sein Hauptort war Le Châtelet-en-Brie. Vertreter im Generalrat des Départements war zuletzt von 2004 bis 2015 Jean Dey (Les Verts).
Der Kanton Le Châtelet-en-Brie war 178,70 km² groß und hatte (1999) 14.618 Einwohner, was einer Bevölkerungsdichte von 82 Einwohnern pro km² entsprach. 

## Gemeinden
Der Kanton bestand aus 13 Gemeinden:
| Gemeinde            | Einwohner Jahr | Fläche km² | Bevölkerungsdichte | Code INSEE | Postleitzahl |
| ------------------- | -------------- | ---------- | ------------------ | ---------- | ------------ |
| Blandy              | 701 (2013)     | 14,02      | 50 Einw./km²       | 77034      | 77115        |
| Chartrettes         | 2.602 (2013)   | 10,1       | 258 Einw./km²      | 77096      | 77590        |
| Le Châtelet-en-Brie | 4.417 (2013)   | 22,71      | 194 Einw./km²      | 77100      | 77820        |
| Châtillon-la-Borde  | 218 (2013)     | 7,25       | 30 Einw./km²       | 77103      | 77820        |
| Échouboulains       | 536 (2013)     | 20,91      | 26 Einw./km²       | 77164      | 77830        |
| Les Écrennes        | 597 (2013)     | 18,5       | 32 Einw./km²       | 77165      | 77820        |
| Féricy              | 581 (2013)     | 9,33       | 62 Einw./km²       | 77179      | 77133        |
| Fontaine-le-Port    | 959 (2013)     | 7,35       | 130 Einw./km²      | 77188      | 77590        |
| Machault            | 771 (2013)     | 16,28      | 47 Einw./km²       | 77266      | 77133        |
| Moisenay            | 1.314 (2013)   | 8,72       | 151 Einw./km²      | 77295      | 77950        |
| Pamfou              | 938 (2013)     | 10,41      | 90 Einw./km²       | 77354      | 77830        |
| Sivry-Courtry       | 1.154 (2013)   | 22,47      | 51 Einw./km²       | 77453      | 77115        |
| Valence-en-Brie     | 903 (2013)     | 11,03      | 82 Einw./km²       | 77480      | 77830        |